# Diogmites discolor
Diogmites discolor là một loài ruồi trong họ Asilidae. Diogmites discolor được Loew miêu tả năm 1866.